# Vihiga
Vihiga es una localidad de Kenia, con estatus de municipio, capital del condado del mismo nombre.
Tiene 118 696 habitantes según el censo de 2009. Se sitúa al este del bosque de Kakamega.

## Demografía
Los 118 696 habitantes de la localidad se reparten así en el censo de 2009:
- Población urbana: 36 398 habitantes (17 608 hombres y 18 790 mujeres)
- Población periurbana: 82 298 habitantes (39 199 hombres y 43 099 mujeres)
- Población rural: no hay población rural en esta localidad

## Transportes
El municipio está atravesado por la A1, que recorre el oeste del país desde Tanzania hasta Sudán del Sur. Al norte, la A1 lleva a Kakamega, Webuye, Kitale, Kapenguria y Lodwar. Al sur, la A1 lleva a Kisumu y Migori. Al noreste de Vihiga sale la C39, que lleva a Eldoret.